# Tomasi Kulimoetoke Ier
Ne doit pas être confondu avec Tomasi Kulimoetoke II.
Tomasi Kulimoetoke Ier est un roi coutumier au titre de (lavelua) d'Uvea qui règne de 1924 à 1928. Il est précédé par Vitolo Kulihaapai et Mikaele Tufele II lui succède.

## Source
- (en) Cet article est partiellement ou en totalité issu de l’article de Wikipédia en anglais intitulé « Tomasi Kulimoetoke I » (voir la liste des auteurs).